# جون إف. فروند
جون إف. فروند (بالإنجليزية: John F. Freund)‏ هو عسكري أمريكي، ولد في 27 أبريل 1918 في نيويورك في الولايات المتحدة، وتوفي في 22 مارس 2001.